# Samatata

Samatata (a l'Índia oriental) i els seus contemporanis vers 375

El Regne de Samatata (o Samata) fou un antic regne a l'Índia localitzat a la boca del riu Brahmaputra (prop de Comilla) al sud-est de Bengala. Fou un vassall de l'Imperi Gupta.
Samatata es va crear amb l'esfondrament de l'Imperi Maurya, un temps després de la mort de l'Emperador Asoka el 232 aC. No se sap gairebé res sobre la història del regne, excepte que va ser governat per reis budistes fins a finals del segle VII. El geògraf Ptolemeu anomena al regne com Souanagoura. Dos viatgers xinesos antics també esmenten Samatata en els seus viatges. A primers del segle VII un monjo erudit i viatger anomenat Xuanzang el va anomenar "San-mo-tat'un" i va deixar dit que el regne era un centre budista. Va donar la distància entre Kamarupa i Samatata com a 1300 li. També explicava que la terra era baixa i humida i de més o menys 3000 li en circuit. Samatata va ser visitat gairebé un segle més tard per un altre monjo xinès, Yijing. Sobre la base de les evidències epigràfiques, escrits dels viatgers xinesos i descobriments arqueològics a l'àrea de Lalmai-Mainamati, el regne de Samatata va estar format pels territoris més enllà del Meghna a les planes de Comilla-Noakhali, les muntanyes adjacents de Tripura (Atabi-Khanda) a l'est i les illes del delta al sud. El territori s'estenia fins a les muntanyes de Sylhet al nord i la badia de Bengala al sud i els seus límits estaven ben definits per les muntanyes de Tripura i Arakan a l'est i el riu Meghna (les aigües combinades del Padma, Meghna i Brahmaputra) a l'oest.
A l'abril del 2010 es van iniciar excavacions arqueològiques en els pobles de Wari i Bateshwar i van descobrir les ruïnes d'una ciutat fortificada de Samatata.

## Dinasties del regne de Samata o Samatata
- Dinastia Khadga (625-710 ?)
- Dinastia Rata (650-675) (hi va haver una altra dinastia, anomenada Ratta o Rata, a Karnataka als segles IX a XIII
- Dinastia Deva vers 750-850
- Harikela segle IX
- Dinastia Chandra, vers 900-1049
- Dinastia Varman, vers 1080-1150

## Monument budista
- Asrama vihara: Un Vihara, o un centre educatiu amb facilitats residencials.[3]